# الهجوم الدرزي على صفد عام 1838
بدأ الهجوم الدرزي 1838 على صفد في 5 يوليو 1838 خلال تمرد الدروز ضد حكم إبراهيم محمد علي باشا تصاعدت التوترات عندما استولى الدروز على حامية مصرية خارج صفد. تفوق عدد الدروز على ميليشيا صفد المحلية التي تتألف من عدة مئات وتمت السيطرة على المدينة في حالة من اليأس حيث تخلّت الميليشيا عن المدينة ودخل المتمردون الدروز المدينة في 5 يوليو. نزل المتمردون الدروز والغوغاء المسلمون في الحي اليهودي في صفد، وفي مشاهد تذكر بحادثة نهب صفد قبل أربع سنوات، أمضى الدروز ثلاثة أيام في مهاجمة اليهود ونهب منازلهم وتدنيس معابدهم. انتهى المطاف ببعض اليهود إلى مغادرة المدينة منتقلين جنوبًا إلى القدس وعكا. من بين ما طالته أيدي المتمردين كان إزرائيل بيك التي دُمرت مطبعتها مرة أخرى.

## البداية
بحلول القرن التاسع عشر، كانت مدينة صفد الجليلية تشكل مركزًا يهوديًا رئيسيًا. لقد أصبحت مركزًا للقبالية خلال القرن السادس عشر حيث وصل عددهم إلى حوالي 15,000 في ذروتها. ومع انخفاض العدد خلال القرنين السابع عشر والثامن عشر، إلا أنه بحلول ثلاثينيات القرن التاسع عشر كان هناك حوالي 3500 إلى 4000 يهودي يعيشون هناك ويشكلون على الأقل نصف السكان. تعرض يهود صفد لهجوم طويل في عام 1834 أثناء تمرد الفلاحين حين تمرد أكثر من 5000 فلاح احتجاجًا على التشريعات التي فرضها الحاكم المصري الجديد محمد علي وبعضهم استخدم الانتفاضة كفرصة لمهاجمة اليهود. وبعد عدة أشهر، تمكن المصريون من سحق التمرد واستعادة السيطرة على المقاطعة وبدأ يهود صفد في إعادة تأهيل أنفسهم. لم يمض وقت طويل على ذلك حيث كانت صفد مرة أخرى مسرحًا للدمار عندما تسبب زلزال قوي في عام 1837 في مقتل الآلاف وتدمير عدة مباني. تم تدمير الجزء الشمالي اليهودي من البلدة بالكامل تقريبًا. وبحلول عام 1838، كانت العلاقة المتوترة بينالفلاحين والمصريين المتسلطين تتصاعد مرة أخرى ثم اندلع تمرد درزي واسع النطاق في يناير. وفي صيف عام 1838، استولى الدروز على حامية مصرية فاقت عددهم خارج صفد.

## الهجوم
اعتمد السكان اليهود على حماية حاكم عربي ضد الدروز. كتب الدكتور إليزر لوي في مذكراته:
تجمّعنا معًا في منزل الحاخام أبراهام دوف... كانت النساء في حال هستيرية وكان الأطفال يبكون. طلب مني الحاخام أن أكتب رسالة باللغة العربية إلى العمدة، مناشدًا فيها عدم تركنا في هذا الوقت اليائس. لقد فعلتُ ذلك، لكن إجابته كانت مجرد كلام.
حسب لوي، فر العمدة وميليشياته من المدينة، وأصبح اليهودفريسة مفتوحة للمتمردين المفترسين. لقد انضم غوغاء مسلمون إلى الدروز ونهبوا الأحياء اليهودية، حيث ظن المتمردون الدروز أن اليهود يمتلكون كنوزًا خفية وقد شجعهم المسلمون المحليون على الهجوم. استمر النهب لمدة 3 أيام.
خلال الهجوم، تلقى بعض اليهود مساعدة من بعض العرب الودودين. ساعد أحد العرب واسمه محمد مصطفى، في حمايتهم وإقراضهم المال وتزويدهم بالطعام والملابس. هذه المرة، كان رد إبراهيم باشا أكثر سرعة، وبعد أيام قليلة عادت الأمور إلى طبيعتها.